# 大野由加里 (リポーター)
大野 由加里（おおの ゆかり、8月18日 - ）は、日本のリポーター。長野県出身。TCP Artist所属。

## 人物
スポーツ・野球中継リポーターを務める。
ビジネス実務法務検定3級、食育アドバイザー資格、普通自動車免許の資格を所有。

## 出演

### テレビ番組

#### 現在出演中番組
- J SPORTS
  - 「東北楽天ゴールデンイーグルス」リポーター

#### 過去出演番組
- J SPORTS
  - 「中日ドラゴンズ」リポーター
  - 「中日キャンプ中継」リポーター
  - 「NPBアワード」中継アシスタント
  - 「全日本大学野球選手権」リポーター
- J:COM
  - 川越「デイリーニュース」リポーター
  - (JCN)コアラ葛飾「野天風呂　湯の郷」出演
  - 市川「マイタウンいちかわ」リポーター
- TVS
  - 「いきいき越谷」キャスター・リポーター
  - 「全国高校ラグビー大会埼玉県予選中継」リポーター
- GAORA/TCN
  - 「都市対抗野球」中継リポーター
- YOUテレビ
  - 「目指せ！甲子園！！」リポーター
  - 「高校野球神奈川大会」リポーター
  - 「YOUテレビ　展示会企業ブース内　キャスター体験」アテンドMC
  - 「かながわ駅伝」中継所リポーター・インタビュアー
- 日本女子プロ野球機構
  - 「埼玉アストライア」ウグイス・インタビュアー

### イベント
- 船橋競馬場「ゴールデンウィークステージ」イベントMC
- Gallery AaMo「ハイパープロジェクション演劇「ハイキュー!!」展」オープニングセレモニーMC